# 방윤하
방윤하(2009년 2월 28일 ~ )는 대한민국의 가수이며, 걸그룹 UNIS의 멤버이다. SBS의 유니버스 티켓에 참가했고, 엘리시아에 이어서 두번째 데뷔 멤버가 되었다.